# Forever 21
Forever 21 er en amerikansk fast fashion-tøj detailhandelsvirksomhed med hovedkvarter i Los Angeles. Den blev oprindeligt etableret som Fashion 21 i Los Angeles i 1984. Den drives af Authentic Brands Group og Simon Property Group. De har 407 butikker i USA og i alt 600 butikker.